# Katarzyna Maternowska
Katarzyna Maternowska (ur. 12 kwietnia 1973) – polska aktorka.

## Życiorys
W latach 1994−1995 była adeptką Centrum Sztuki przy Teatrze Dramatycznym w Legnicy. W 1999 ukończyła PWSFTviT w Łodzi. W 1994 zadebiutowała na scenie Teatru Adekwatnego w Warszawie, w roli Izoldy w Tristanie i Izoldzie, w reżyserii Józefa Zbiróga.

## Filmografia
- 2014: Komisarz Alex, jako Bogna Majer, menedżer hotelu (odc. 66)
- 2013: Prawo Agaty, jako przedszkolanka (odc. 37)
- 2011: Pogodni, jako Magdalena Pogodna
- 2008: 39 i pół, jako matka Karoliny
- 2007: Aleja Gówniarzy, jako Ewa
- 2006: Królowie śródmieścia, jako prokurator (gościnnie)
- 2005: Zakręcone, jako Kobiecy głos z offu (gościnnie)
- 2004-2008: Kryminalni, jako Alicja Pachman, żona Grzegorza (gościnnie)
- 2003-2005: Magiczne drzewo, jako Kontrolerka w autobusie (gościnnie)
- 2002: Wiedźmin, jako Driada (gościnnie)
- 2000: Flashback
- 2000: Enduro Bojz, jako Studentka zamawiająca pizze
- 2000: Człowiek wózków, jako Julka
- 2000: Plebania, jako Renata Bednarek, pielęgniarka w przychodni (gościnnie)
- 1999-2005: Lokatorzy (gościnnie)
- 1999-2008: Na dobre i na złe, jako Marta, żona Adama (2003) (gościnnie)
- 1997: Złotopolscy, jako zatrzymana złodziejka (2000) (gościnnie)